# Джованна Гарцоні
Джованна Гарцоні ( 1600, Асколі-Пічено –  між 10 і 15 лютого 1670 р. Рим) — італійська художниця доби бароко, відома своїми натюрмортами та портретами.

## Біографія
Джованна Гарцоні була дочкою Джакомо Гарцоні з Венеції та Ізабетти Гаї з Асколі, які також мали предків у Венеції. З 1615 до 1630 року вона жила з перервами у Венеції, де навчалася у свого дядька П'єтро Гая, учня Якопо Пальми молодшого, та у каліграфа Джакомо Роньї. У 1622 році вона вийшла заміж за художника-портретиста Тіберіо Тінеллі, з яким розлучилася наступного року.

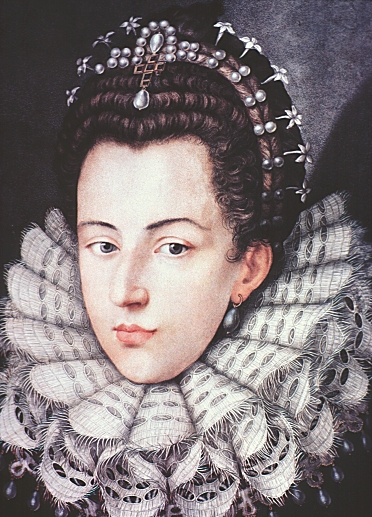
Портрет її покровительки Крістіни Французької, 1635 рік

У 1630 році вона поїхала до Неаполя зі своїм братом Маттео, де вступила на службу до віце-короля Фернандо Альфана де Рібейри. По дорозі до Неаполя вона деякий час перебувала в Римі, де познайомилася з Кассіано Даль Поццо. У листопаді 1632 року вона приїхала до Турина з Франції на прохання Крістіни Французької і влаштувалася на роботу при дворі Вітторіо Амадео I. Вона створила численні портрети для двору і написала свої перші відомі натюрморти. Після смерті Вітторіо Амадео вона покинула Турин і, ймовірно, жила в Парижі, можливо, також в Англії.
З 1642 року вона вже була відомою художницею у Флоренції і працювала зокрема для Медичі. Серед її замовників і покровителів були Фердінандо II Де Медічі, його дружина Вітторія делла Ровере та Леопольдо де Медічі. У цей час Гарцоні була на піку своєї популярності, продавала багато своїх творів і мала з того чималі гроші.
У 1651 році вона оселилася в Римі, але підтримувала зв'язок зі своїми клієнтами у Флоренції. Вона придбала будинок біля Академії ді-Сан-Лука, з якою була тісно пов'язана. Неясно, чи була вона офіційно прийнята в Академію, але з 1654 року вбрала участь у засіданнях її членів. 
У своєму заповіті 1666 року бездітна Гарцоні заповіла своє майно Академії за умови, щоб для неї була споруджена гробниця в церкві Санті Лука е Мартіна. Цю гробницю створив Маттіа де Россі в 1698 році, через 28 років після її смерті.

## Творчість
Окрім олійних картин на полотні, Гарцоні створювала роботи в темпері, акварелі та гуаші на пергаменті. Її головні мотиви — це портрети, каліграфії, а також фруктові та квіткові натюрморти. Починаючи з 1630 року вона все більше створювала картини з ботанічними мотивами.
Гарцоні розробила характерну, майже пуантилістичну техніку між живописом і малюванням. У стилі англійського мініатюрного живопису вона ставила безліч крихітних цяток спеціальним пензликом та проводила ніжні, щільні мазки на пергаменті. Її роботи на основі традиції натюрморту Орсола Каччіа, Панфіло Наволоне та Феде Галіції зображали фруктові та овочеві тарелі, часто в поєднанні в просту, симетричну структуру з квітами, тваринами або листям. Її квіткові натюрморти доволі різноманітні та демонструють надзвичайне багатство кольорів.
Приблизно з 1630 р. на картинах Гарцоні з'явлються натуралістичні, неідеалізовані зображення рослин і тварин, що відповідало не так тогочасному живопису натюрмортів, як живопису природничої історії за традицією Дюрера чи Леонардо або зразкам Якопо Лігоцці. Гарцоні, очевидно, добре знала ботаніку, вона також створювала ілюстрації для книг про квіти.

## Галерея

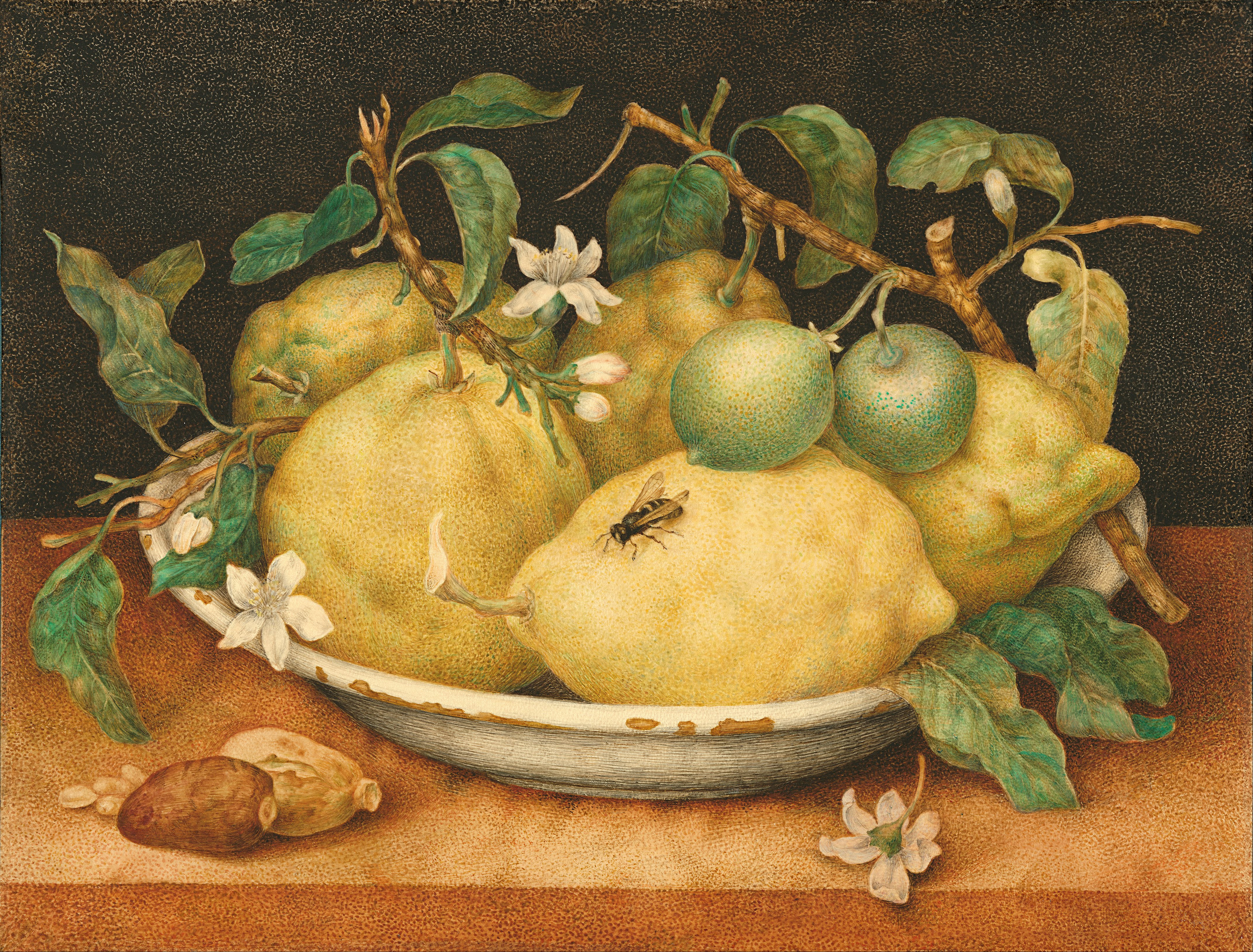
Натюрморт з таріллю цитрин (1640). Темпера на пергаменті. Музей Гетті, Пасифік-Палісейдс, Лос-Анджелес
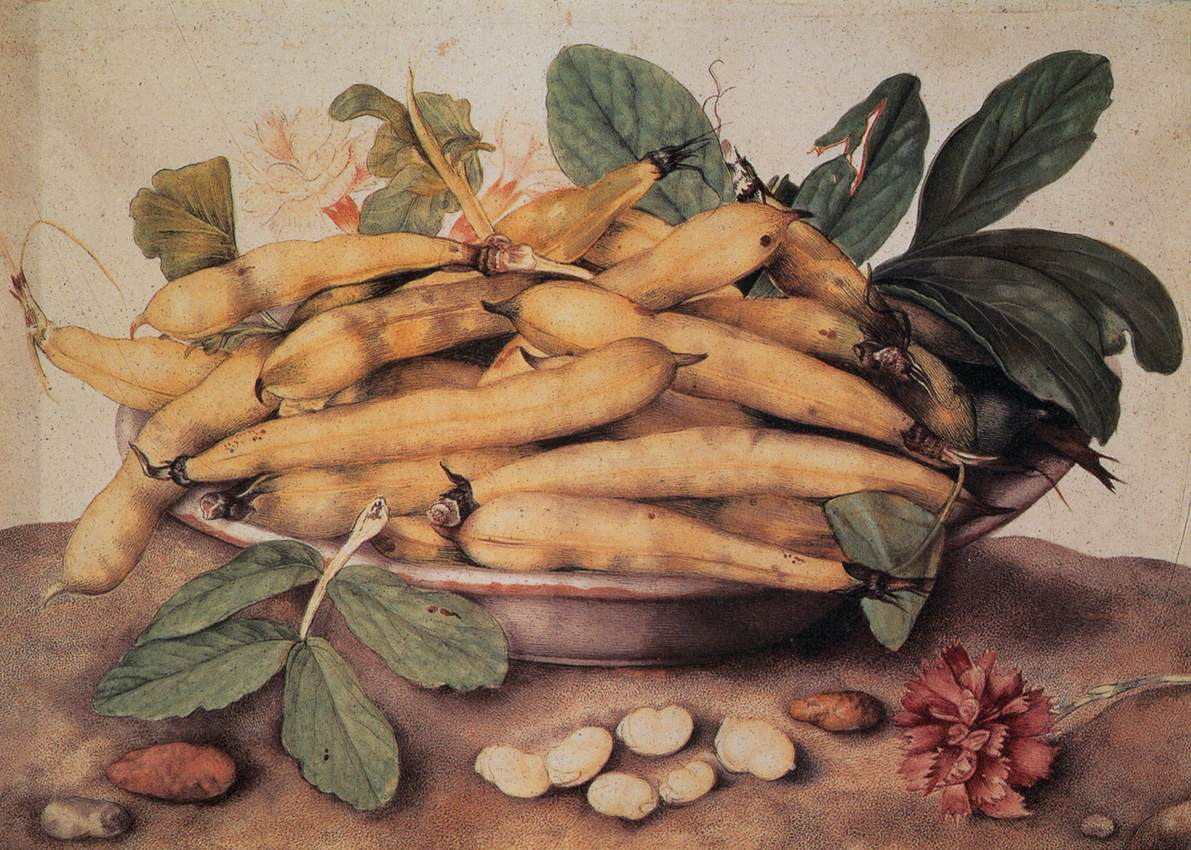
Тарілка з квасолею (1651-62). Акварель на пергаменті, Галерея Палатіна (Палаццо Пітті), Флоренція
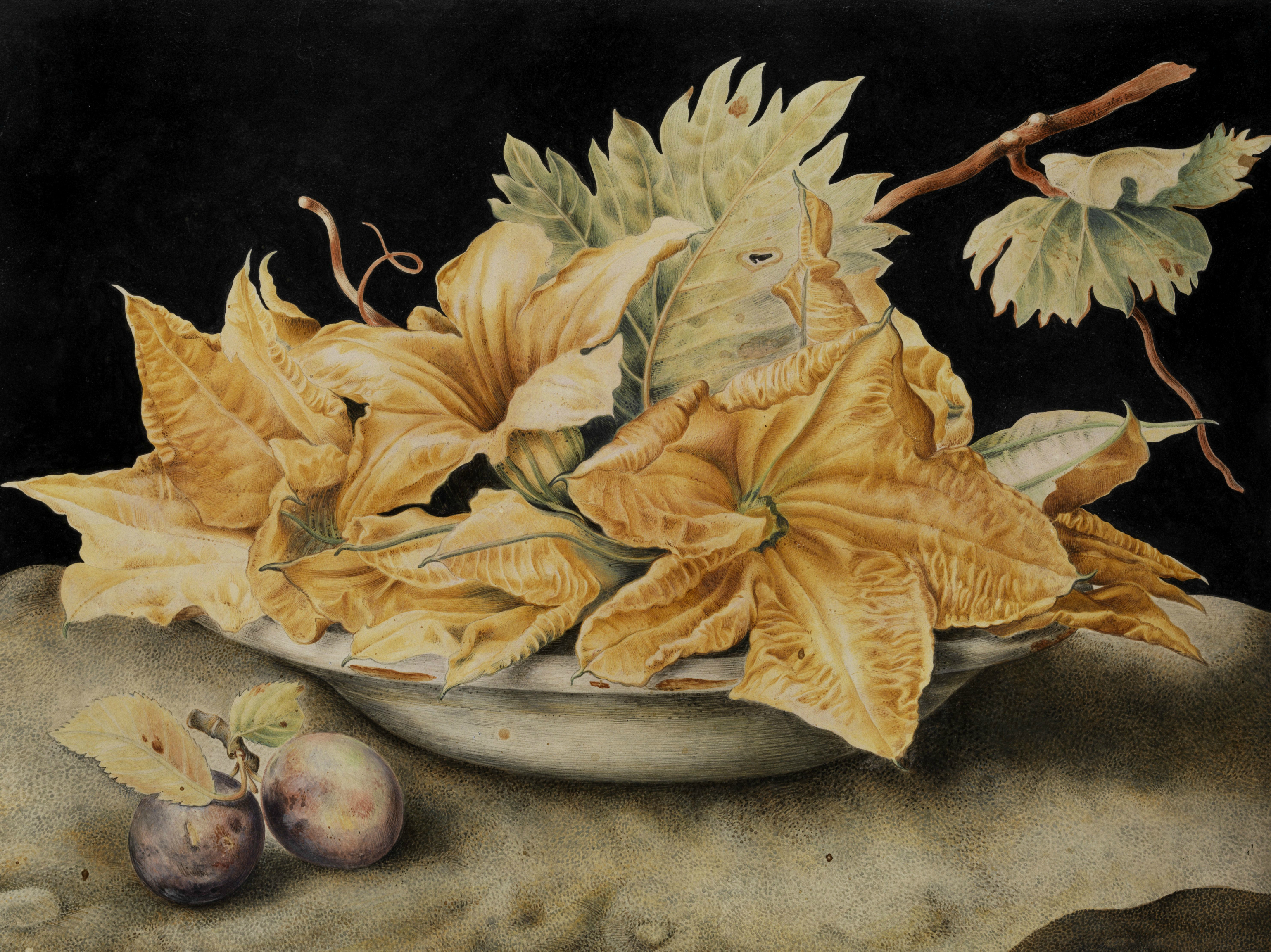
Натюрморт з квітами гарбуза та виноградним листям.
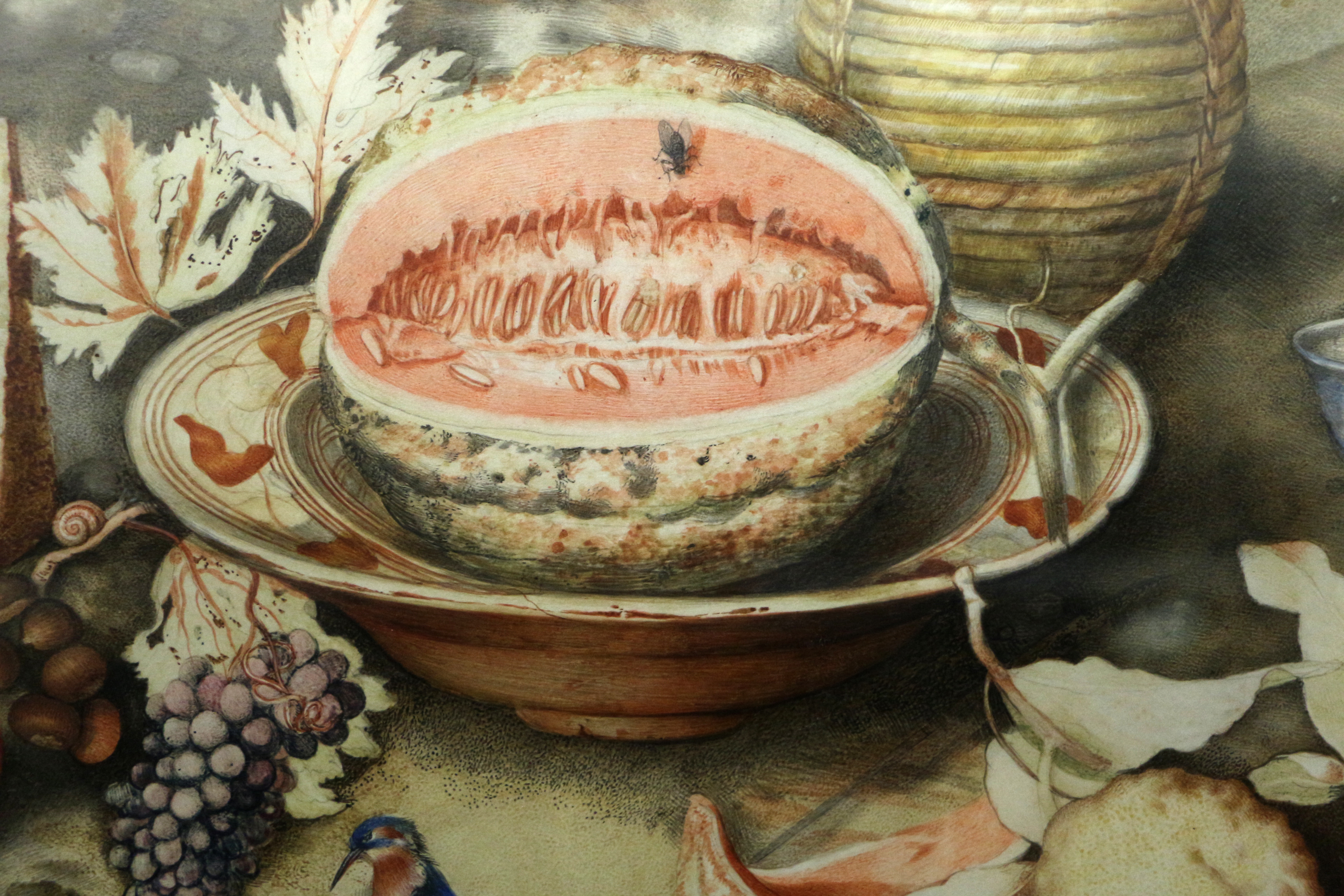
Натюрморт із собакою, ковбасами, динею та селянином із птицею, на пергаменті, фрагмент (прибл. 1642-1651). Галерея Палатіна (Палаццо Пітті), Флоренція
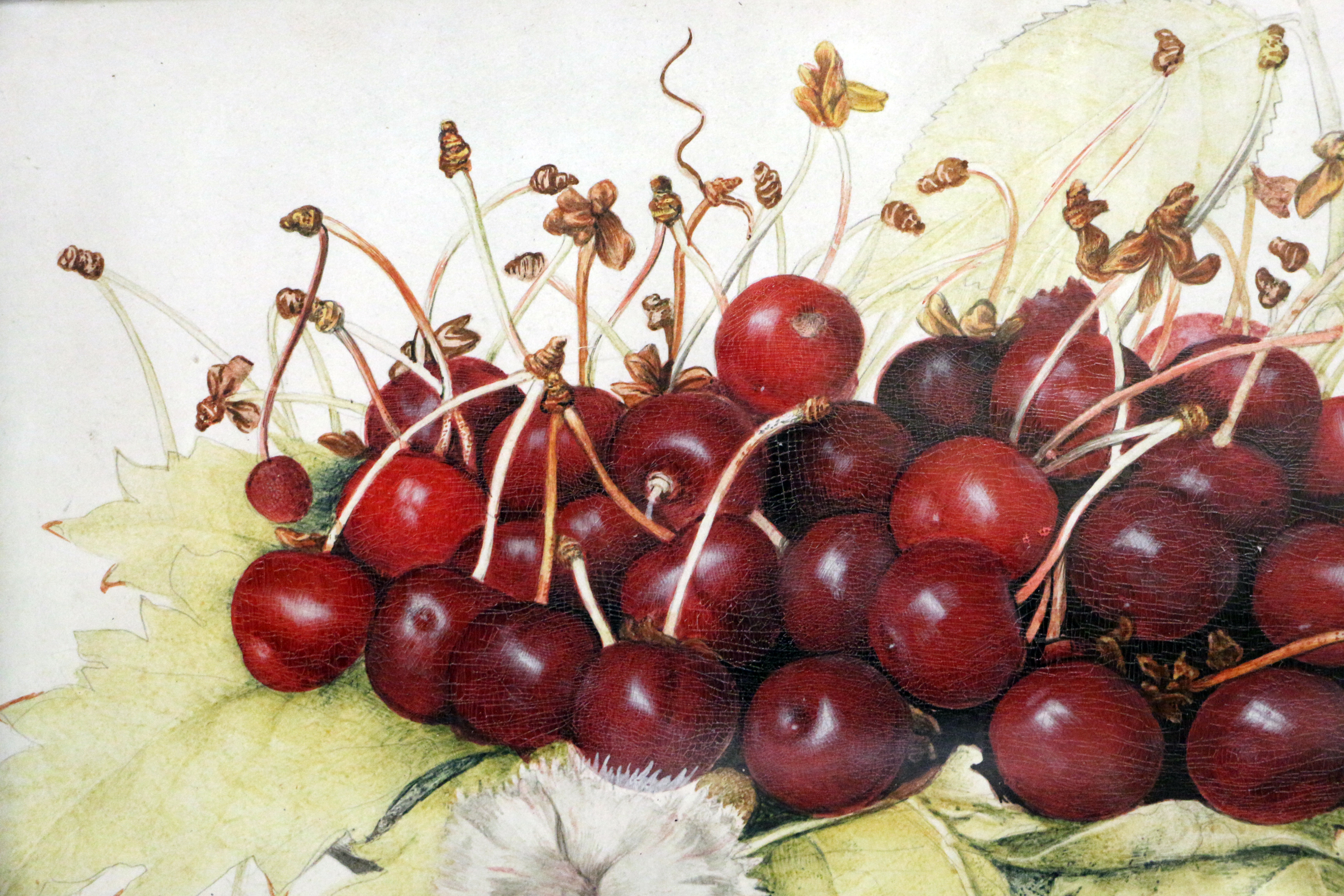
Натюрморт з вишнями. Галерея Палатіна (Палаццо Пітті), Флоренція
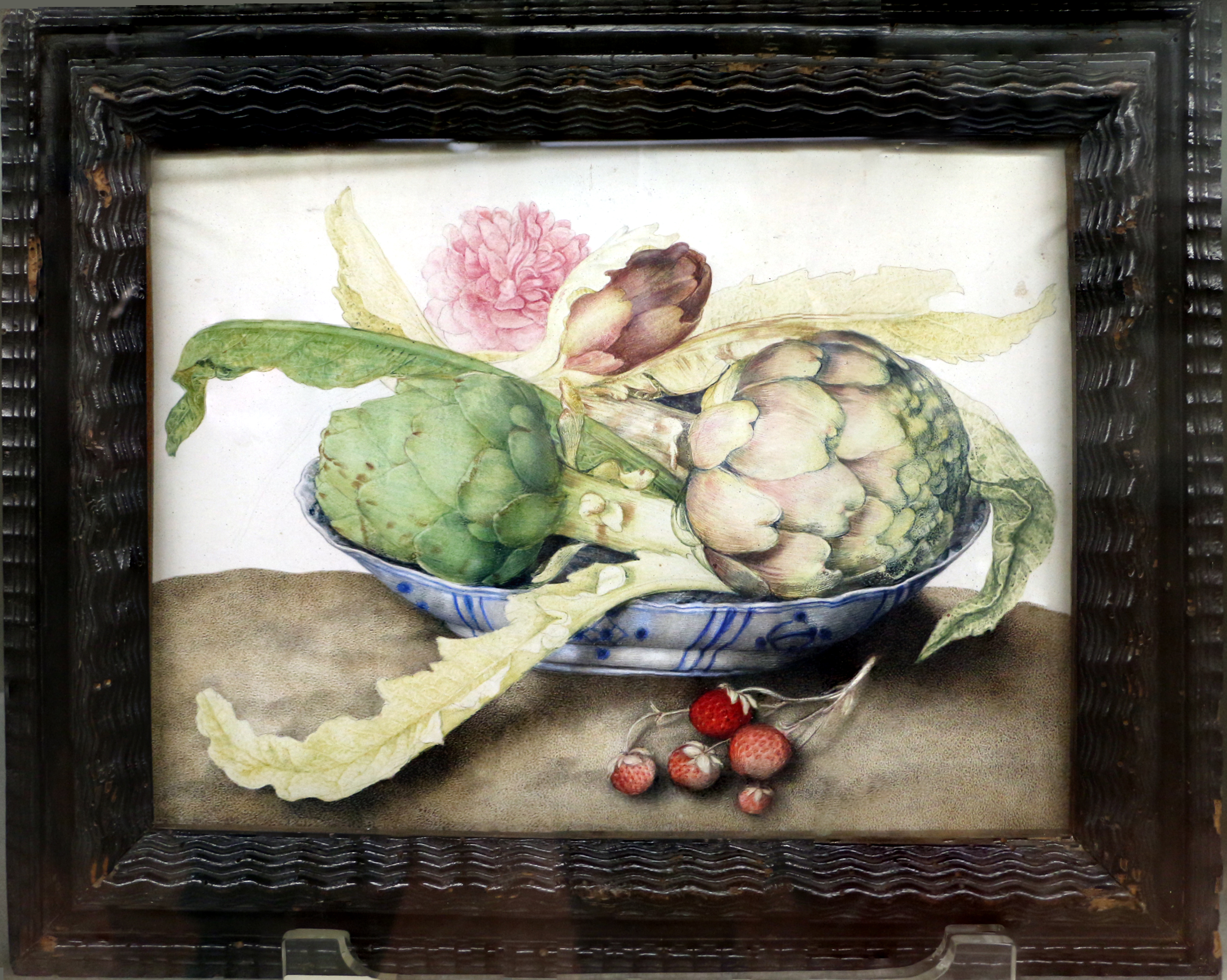
натюрморт з жоржинами, артишоками та ягодами суниці, пергамент (приблизно 1642-1651). Галерея Палатіна (Палаццо Пітті), Флоренція
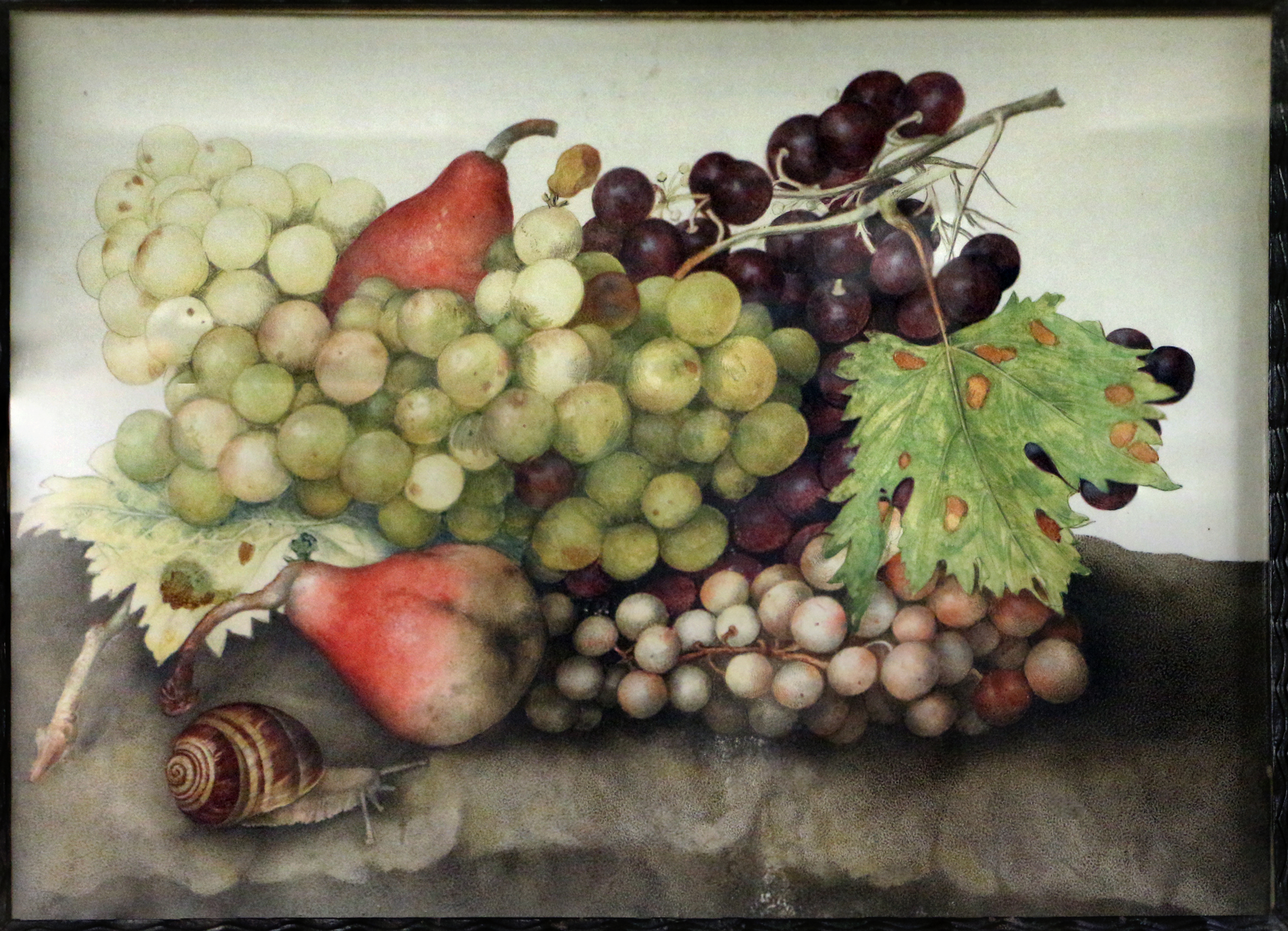
Натюрморт з виноградом, грушами та равликом, пергамент, (прибл. 1642-1651). Галерея Палатіна (Палаццо Пітті), Флоренція
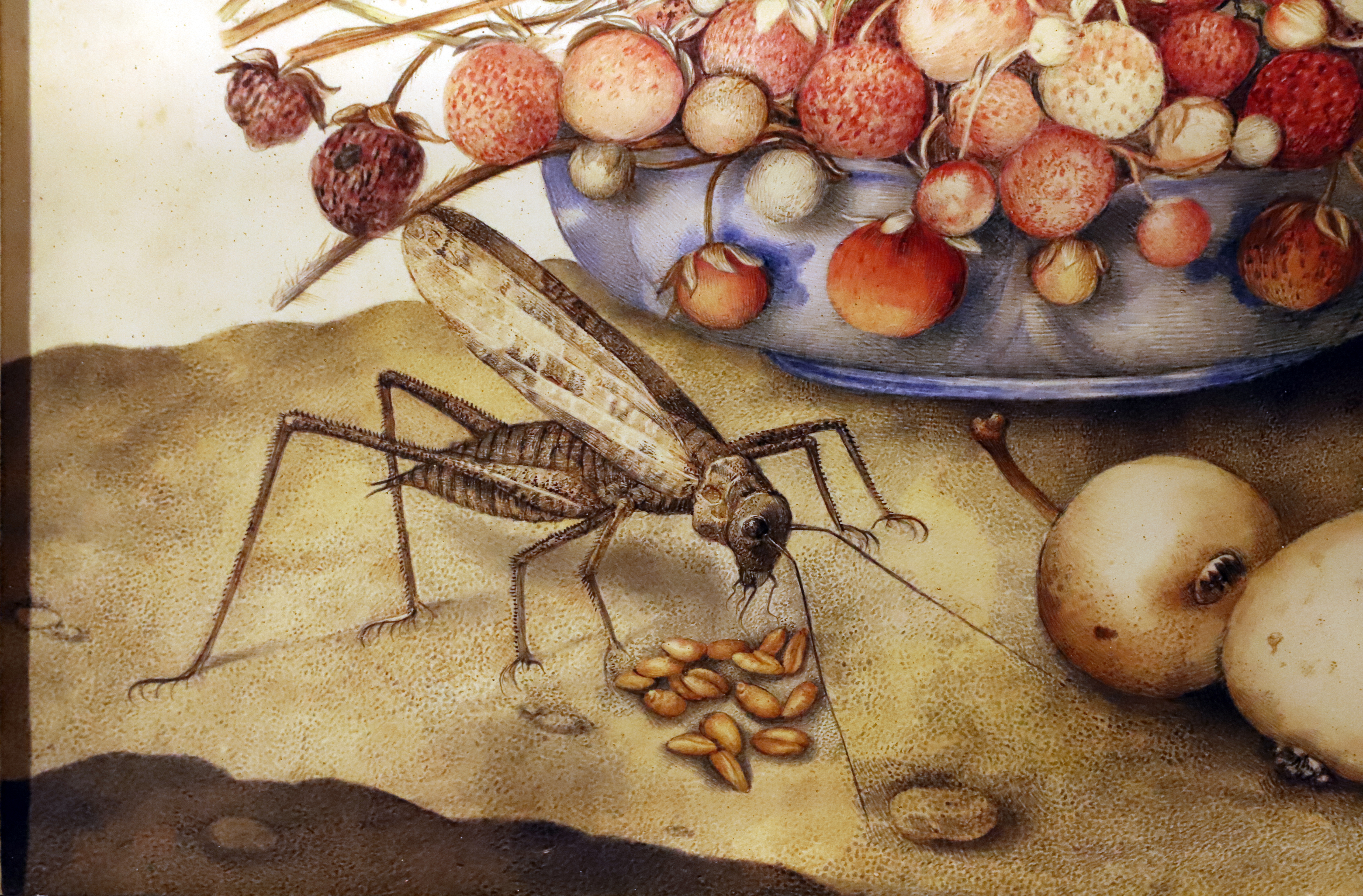
Натюрморт з блакитною тарілкою з полуницями, грушами та коником, що їсть зерна пшениці (прибл. 1655-62).
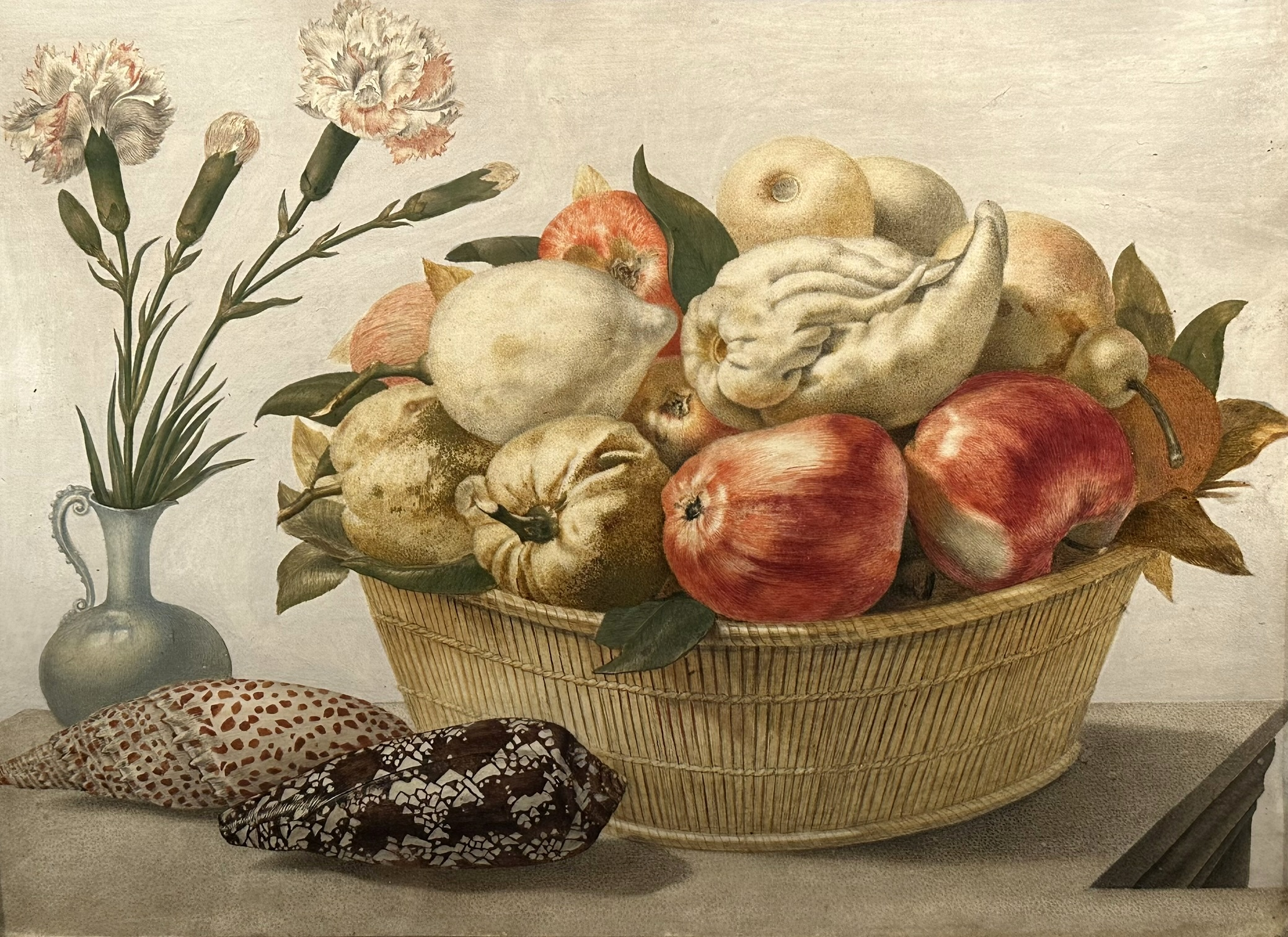
Натюрморт з кошиком фруктів, вазою з гвоздиками та мушлями на столі (1650-1652). Національний музей жінок у мистецтві, Вашингтон.